# Probationsordnung
Die Probationsordnung oder Münz-Probationsordnung sowie Probierordnung war die Vorschrift und das Verfahren für das Probieren von Münzen.
Beispiele dafür sind die Augsburger Münz-Probationsordnung Kaiser Karls V. vom 28. Juli 1551 für die Augsburger Reichsmünzordnung von 1551 und die Augsburger Probierordnung Kaiser Ferdinands I. vom 20. August 1559 für die Augsburger Reichsmünzordnung von 1559.
Den 10 Reichskreisen des Heiligen Römischen Reichs oblag die Kontrolle über die Einhaltung der Reichsmünzordnung. Dazu dienten jährlich zwei Kreisprobationstage, zu denen die kreisausschreibenden Fürsten einzuladen hatten. Für die Probationstage war ein Generalkreiswardein zu bestellen, der entsprechend der Probationsordnung auf die Einhaltung von Schrot und Korn des gesetzlich festgelegten Reichsmünzfußes zu achten hatte. Die Münzstände hatten von jedem Münznominal in eine verschlossene Fahrbüchse ein Geldstück oder eine Zainprobe einzuwerfen, die der Generalmünzwardein entsprechend der Augsburger Reichsmünzordnung von 1559 am 1. Mai und am 1. Oktober zu prüfen hatte.